# The Escort (film, 2015)
Pour les articles homonymes, voir The Escort.
Pour plus de détails, voir Fiche technique et Distribution.
The Escort est un film américain réalisé par Will Slocombe, sorti en 2015.

## Synopsis
Mitch, un journaliste accro au sexe, rencontre une escort-girl qui va combler son manque de bonnes histoires.

## Fiche technique
- Réalisateur : Will Slocombe
- Scénaristes : Brandon A. Cohen,  Michael Doneger
- Pays :  États-Unis
- Genre : Comédie dramatique et romance
- Durée : 88 minutes
- Sortie : 15 juin 2015 (Los Angeles Film Festival), 28 juillet 2015 (VOD)

## Distribution
- Lyndsy Fonseca (VF : Caroline Lemaire) : Natalie / Victoria
- Michael Doneger (VF : Michel Barrio) : Mitch
- Tommy Dewey (VF : Michaël Cermeno) : JP
- Bruce Campbell (VF : Éric Bonicatto) : Charles
- Rachel Resheff (VF : Sophie Ostria) : Emily
- Rumer Glenn Willis : Dana
- Steven Ogg : Warren
- Iqbal Theba : Richard, le rédacteur en chef